# 6579 Benedix
6579 Benedix è un asteroide della fascia principale. Scoperto nel 1981, presenta un'orbita caratterizzata da un semiasse maggiore pari a 2,6132041 UA e da un'eccentricità di 0,1805000, inclinata di 15,84373° rispetto all'eclittica.